# Guerres Bòer
Les dues Guerres Bòer varen ser disputades entre l'Imperi Britànic i dues repúbliques independents bòers, l'Estat Lliure d'Orange i la República de Sud-àfrica (o República del Transvaal), fundada per colons coneguts com a voortrekkers, que varen fer el Gran Trek des de la Colònia del Cap.
La guerra més comunament coneguda com la «Guerra Bòer» és la Segona Guerra Bòer.

## Primera Guerra Bòer
La Primera Guerra Bòer (1880-1881), també coneguda com la "Guerra de Transvaal," va ser un conflicte relativament breu en què els colons bòer resistiren amb èxit a l'intent britànic d'annexionar el Transvaal, i restablir-hi una república independent.

## Segona Guerra Bòer
La Segona Guerra Bòer (1899-1902) fou una guerra més prolongada, amb la participació d'un gran nombre de tropes de moltes possessions britàniques, que va acabar amb la conversió de les repúbliques bòers a colònies britàniques (amb la promesa d'un limitat autogovern). Aquestes colònies més tard van formar part de la Unió Sud-africana. A diferència de molts conflictes colonials, la Guerra Bòer va durar tres anys i va ser molt sagnant. Els britànics van lluitar directament contra el Transvaal i l'Estat Lliure d'Orange. El vessament de sang que es va veure durant la guerra fou alarmant, i molts dels soldats britànics hi intervingueren en condicions inadequades.

## Significat
La Guerra Bòer va ser un punt d'inflexió en la història britànica, a causa de la reacció mundial sobre les tàctiques de contrainsurgència de l'exèrcit utilitzades en la regió. Això va conduir a un canvi en l'enfocament de la política exterior de la Gran Bretanya que es dedicà des d'aleshores a buscar més aliats. Amb aquesta finalitat, firmà un tractat l'any 1902 amb el Japó, que s'interpretà com un senyal que la Gran Bretanya temia un atac al seu imperi a l'Extrem Orient i va veure aquesta aliança com una oportunitat per enfortir-hi la seva posició.
Aquesta guerra va portar doncs a un canvi de polítiques que trencaven un aïllament total del país per encetar una època en què es pretenia buscar aliats i una millora en les relacions mundials. Més tard, els tractats amb França (Entente cordiale) i Rússia, causats en part per la controvèrsia entorn de la Guerra Bòer, van ser factors importants que van dictar les aliances durant la Primera Guerra Mundial.